# Близнята (знак зодіаку)

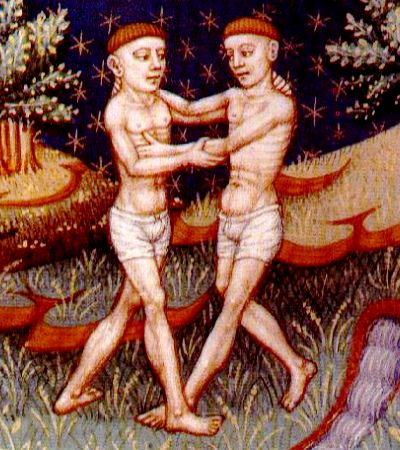
Близнята

Близня́та або близнюки́ (лат. Gemini) — третій знак зодіаку, відповідний сектору екліптики від 60° до 90°, рахуючи від точки весняного рівнодення; весняний; мутабельний знак тригону стихія Повітря.
В західній астрології вважається, що Сонце знаходиться в знаку Близнят приблизно з 22 травня по 21 червня, в ведичній — Мітхуна з 15 червня по 17 липня. Не слід плутати знак Близнят з однойменним сузір'ям Близнят, у якому Сонце перебуває з 21 червня по 21 липня.
Планета, що керує знаком — Меркурій, Юпітер у вигнанні. Управителями по трипліцитету є Сатурн — денний, Меркурій — нічний і Юпітер — спільний (за Доротеєм Сідонським). Першим деканом Близнюків керує Юпітер, другим — Марс, третім — Сонце.

## Символ
Символ Близнят ♊ (може не відображатися в деяких браузерах) в Юнікоді знаходиться під десятковим номером 9802 або шістнадцятковим номером 264A і може бути введений в HTML-код як  ♊  або  ♊ .

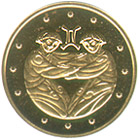
Українська золота монета "Близнюки". 2006 рік.
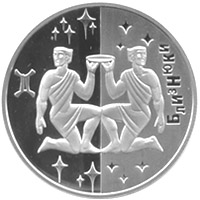
Українська срібна монета "Близнюки". 2006 рік.
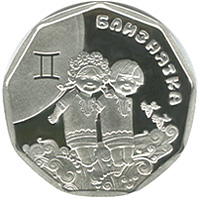
Українська срібна монета "Близнятка". 2014 рік.
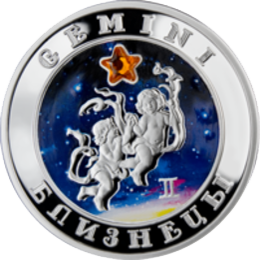
Вірменська срібна монета "Близнюки".
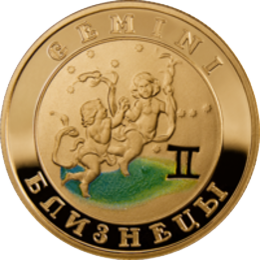
Вірменська золота монета "Близнюки".

## Міфологія
У шумерських астрологічних джерелах знак Близнят мав назву Великі Близнята або Близнята, йому відповідає зображення двох чоловічих постатей. У давньогрецькій міфології з цим знаком пов'язаний міф про Кастора і Поллукса, близнят-напівбогів (за легендами, напівбогом був лише один із братів — Поллукс, що володів безсмертям; Кастор же був смертним), народжених Ледою від Зевса, який спустився з Олімпу у вигляді лебедя.
Близнята символізують Крішну і його кохану Радгу. Початковий ієрогліф — стріла.

## У популярній культурі
NASA назвала свою двомісну космічну капсулу Проект Джеміні на честь знаку зодіаку, оскільки космічний корабель міг перевозити двох астронавтів.
Модель ШІ наступного покоління Google, анонсована 6 грудня 2023 року, отримала назву Gemini.

## Галерея

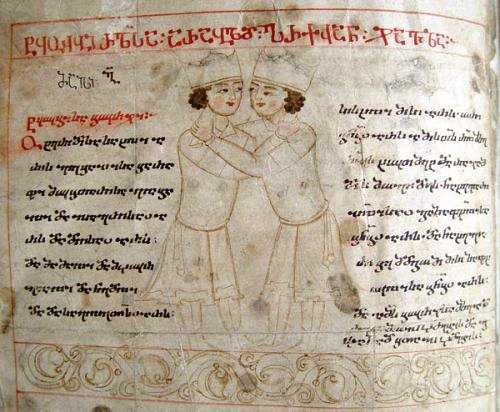
З середньовічного грузинського рукопису астрологічного трактату 12 століття
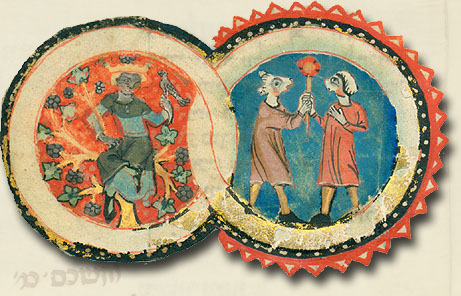
Орнамент з вівтарної тканини з Німеччини 13 століття. Дві фігури зображені з головами собак.
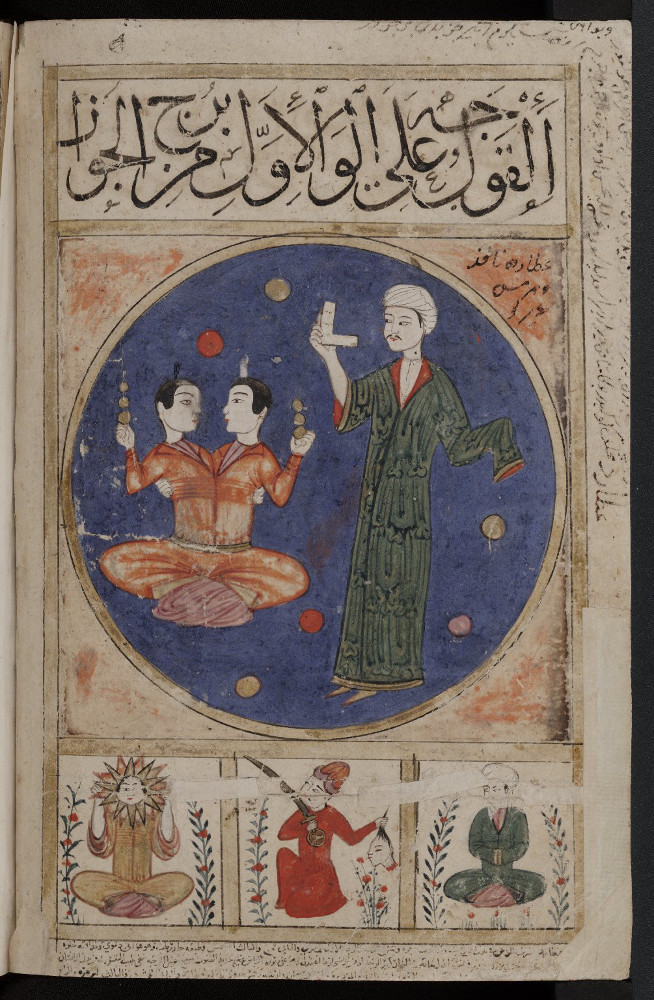
Близнюки (аль-Гавзаа), зображені в арабському астрологічному тексті 14-15 ст. Книга чудес.
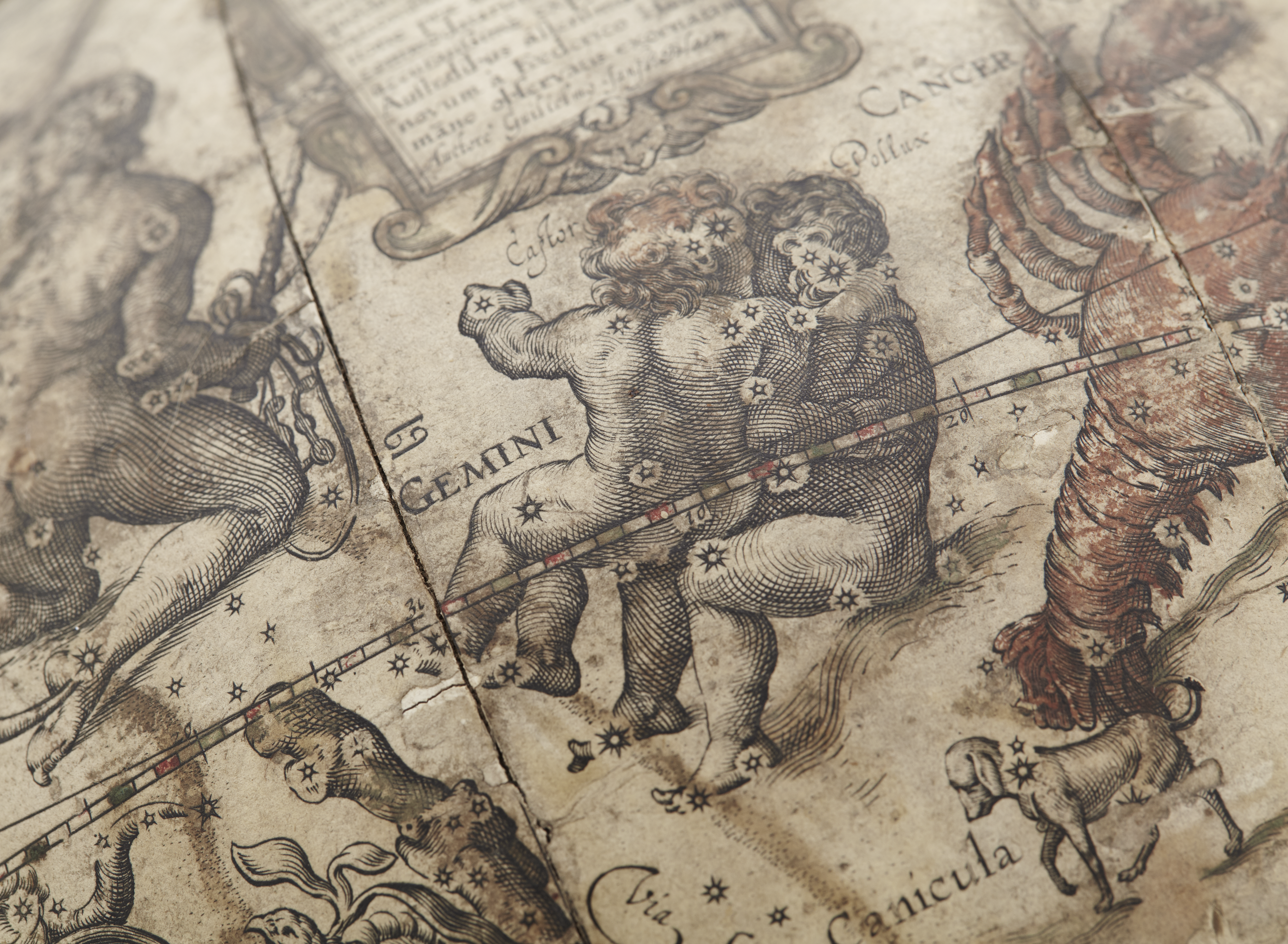
Близнюки, Віллем Блау, 1602
Білі та чорні Близнюки роботи Арії, 1904